# Styrman Karlssons flammor (film, 1938)
Styrman Karlssons flammor är en svensk dramafilm från 1938 regisserad av Gustaf Edgren.

## Handling
Kalle och hans flickvän Blenda är på väg hem från Tivoli, när han berättar att han ska vara borta i två år som styrman på ett segelfartyg, men svär henne evig trohet. Under resan tar man ombord Bessie som har havererat med sitt fartyg, ska Kalle klara frestelsen med en vacker kvinna ombord samtidigt som Blenda väntar därhemma?

## Om filmen
Filmen premiärvisades 19 september 1938 på biograf Skandia i Stockholm. Förlagan var författaren Sigge Strömbergs romaner Styrman Karlssons flammor och Styrman Karlssons bröllopsresa som utgavs 1918 respektive 1919.
För foto svarade Martin Bodin. Edgren gjorde en stumfilmsinspelning av Styrman Karlssons flammor 1925. Tre skådespelare medverkade i bägge filmerna, Karin Swanström, Knut Lambert och Nils Whiten. I Danmark gjorde Annelise Reenberg en dansk version av samma romaner 1958 med titel Styrmand Karlsen.

## Rollista (i urval)
- Anders Henrikson - Kalle Karlsson, förste styrman på barken Maria Albertina
- Karin Swanström - Mrs. Ragna Doring, änka på Stonebridge Castle
- Hjördis Petterson - Mrs. Margaret Mathiesen, född Lady Plumfield
- Nanna Stenersen - Bessie Mathiesen, hennes dotter, Mrs. Dorings brorsdotter
- Hilding Gavle - Cecil Alexander Burke, lord av Baconshire, Middleton och Yukonwich
- George Fant - William, "Bill", Mrs. Dorings makes brorson
- Ludde Gentzel - Ludvig "Ludde" Landegren, styrman
- Erik "Bullen" Berglund - Sjögren, kapten på Maria Albertina
- David Erikson - advokaten
- Margit Manstad - kvinnan i hotellrummet
- Marianne Aminoff - Juanita
- Karin Albihn - Pamela Janitros, grekisk barservitris
- Karin Bergman - geishan
- Ulla Sorbon - söderhavsflickan
- Judith Holmgren - flickan med turban vid pålverket
- Siri Olson - flicka på gatan i London/gäst på krogen[7]

## Musik i filmen
- Land ohoj, kompositör och text Lasse Dahlqvist, sång Lasse Dahlqvist och Ludde Gentzel
- Min skål, din skål, alla vackra flickors skål, kompositör Jules Sylvain, text Jokern och Gösta Stevens, sång Gudrun Bentzen, Anders Henrikson och Siri Olson
- Hala hem för Maria Albertina, kompositör och text Lasse Dahlquist, sång Lasse Dahlquist
- Styrman Karlssons hambo, kompositör Jules Sylvain, text Gammel-Olle, instrumental
- Linnéa eller En titt i sjömanskistan ( Jag har skrivit till min flicka), kompositör och text Evert Taube, sång Ludde Gentzel
- he Lambeth Walk (Lambeth Walk/Här ska dansas Lambeth Walk), kompositör och text Noel Gay och Douglas Furber, svensk text Kar de Mumma och Gardar, instrumental framförs med dans av Anders Henrikson och Holger Rosenquist
- Querida muchacha, kompositör och text Lasse Dahlquist, sång Anders Henrikson
- Juanita (Juanita dansar, kompositör och text Lasse Dahlquist, dans Marianne Aminoff
- Calle Schewens vals (I Roslagens famn på den blommande ö), kompositör och text Evert Taube, instrumental.
- Der fliegende Holländer. Uvertyr (Den flygande holländaren. Uvertyr), kompositör Richard Wagner, instrumental.
- Chin, Chin, Chinaman. ur The Geisha (Chip Chop Chinaman. ur Geishan), kompositör Sidney Jones text Harry Greenbank svensk text Ernst Wallmark, instrumental.
- Pagan Love Song (Söderhavets sång), kompositör Nacio Herb Brown, engelsk text Arthur Freed, instrumental.[8]